# Maria A. Stassinopoulou
Maria A. Stassinopoulou, auch: Stasinopoulou (griechisch Μαρία Α. Στασινοπούλου, * 4. Oktober 1961 in Athen) ist eine griechische Neogräzistin und Professorin für Neogräzistik an der Universität Wien.
Maria A. Stassinopoulou absolvierte zunächst ein Studium der Klassischen Philologie an der Philosophischen Fakultät der Universität Athen, das sie 1984 mit dem Diplom (Πτυχίο) abschloss. 1990 wurde sie von der Geisteswissenschaftlichen Fakultät der Universität Wien mit einer Dissertation zu dem aufklärerischen Historiographen Konstantinos Michail Koumas (1777–1836) bei Gunnar Hering und Richard Georg Plaschka promoviert. Die Habilitation für das Fach Neogräzistik erfolgte aufgrund einer Schrift zur Spielfilmgeschichte Griechenlands ebendort im Jahr 2000, die Berufung auf den Lehrstuhl für Neogräzistik am Institut für Byzantinistik und Neogräzistik der Universität Wien 2002. 2011 wurde Stassinopoulou zum korrespondierenden Mitglied der philosophisch-historischen Klasse der Österreichischen Akademie der Wissenschaften gewählt.
Stassinopoulou arbeitet im Wesentlichen zur neugriechischen Literatur und Kultur der Neuzeit, zur Geschichte der griechischen Diaspora in Südost- und Mitteleuropa und zur griechischen Filmgeschichte.

## Schriften (Auswahl)
Monographien
- Weltgeschichte im Denken eines griechischen Aufklärers. Konstantinos Michail Koumas als Historiograph  (= Studien zur Geschichte Südosteuropas. 9). Lang, Frankfurt am Main u. a. 1992, ISBN 3-631-45024-9.
- Reality Bites. A Feature Film History of Greece, 1950–1963. Wien 2000, (Wien, Universität, Habilitations-Schrift, 2000; ungedruckt).

Herausgeberschaften
- Gunnar Hering: Nostos. Gesammelte Schriften zur Geschichte Südosteuropas. Lang, Frankfurt am Main u. a. 1995, ISBN 3-631-47568-3.
- mit Wolfram Hörandner und Johannes Koder: Wiener Byzantinistik und Neogräzistik. Beiträge zum Symposion Vierzig Jahre Institut Byzantinistik und Neogräzistik der Universität Wien im Gedenken an Herbert Hunger, (Wien, 4.–7. Dezember 2002) (= Byzantina et Neograeca Vindobonensia. 24). Verlag der Österreichischen Akademie der Wissenschaften, Wien 2004, ISBN 3-7001-3269-7.
- mit Maria Ch. Chatziioannou: Διασπορά – Δίκτυα – Διαφωτισμός (= τετράδια εργασίας. 28, ISSN 1105-0845). Κέντρο Νεοελληνικών Ερευνών – Εθνικού Ιδρύματος Ερευνών, Αθήνα 2005.
- mit Klaus Belke, Ewald Kislinger und Andreas Külzer: Byzantina Mediterranea. Festschrift für Johannes Koder zum 65. Geburtstag. Böhlau Wien u. a. 2007, ISBN 978-3-205-77608-6.
- mit Ioannis Zelepos: Griechische Kultur in Südosteuropa in der Neuzeit. Beiträge zum Symposium in memoriam Gunnar Hering (Wien, 16.–18. Dezember 2004) (= Byzantina et Neograeca Vindobonensia. 26). Verlag der Österreichischen Akademie der Wissenschaften, Wien 2008, ISBN 978-3-7001-3829-7.